# Condado de Mesa
O Condado de Mesa é um dos 64 condados do Estado americano do Colorado. A sede do condado é Grand Junction, e sua maior cidade é Grand Junction. O condado possui uma área de 8 653 km² (dos quais 35 km² estão cobertos por água), uma população de 116 255 habitantes, e uma densidade populacional de 13 hab/km² (segundo o censo nacional de 2000). O condado foi fundado em 1883.